# 朱泾镇
朱泾镇，位于上海市西南部，金山区北部重镇，曾为金山县城，县人民政府所在地，在金山经济文化发展中占有重要的地位。

镇域面积75.67平方公里，西与枫泾镇接壤，东隔张泾河与亭林镇为界，南与吕巷镇为邻，北与松江区泖港镇隔大、小泖港相望。

朱泾镇是上海市黄浦江上游水源保护区的一部分，也是上海市烟尘控制达标镇和上海市噪音控制达标镇，环境优秀。

2004年5月，朱泾镇被列为首批全国重点镇。2006年被命名为国家卫生镇。本镇大茫村为金山区唯一全国文明村。

## 历史
朱泾镇1997年前曾是金山县政府所在地（县城），金山县的政治、经济、文化中心。

朱泾镇在太湖流域碟形洼地东南端，属湖积平原。秦汉时属海盐县。南北朝梁武帝时先后属胥浦县和前京县；隋代属盐官县；唐初又属海盐县，其间三次归属嘉兴县。唐天宝十年（751年）从海盐县划出，归华亭县；清顺治十三年（1656年）从华亭县分出，归娄县；雍正四年（1726年）建金山县，归金山县。1997年撤县建区后属金山区。

朱泾在唐代已有集市，高僧兼著名词人船子和尚居此，后人为纪念船子和尚，建法忍寺。唐宋以来，全国高僧和文人墨客来朱泾寻访船子遗迹络绎不绝。元代建东林寺，皇帝赐住持元智为“佛日普照大师”，并敕赐今名。由于两大名寺都在朱泾镇，因此名声大振，往来人流日多，经济更趋繁荣，元置大盈务（专管贸易、税收）。明清时期，手工纺织业盛极一时，为松江府纺织业中心的重要生产和集散地之一，全国闻名。清代和民国时期，米粮业和酒酱业颇有规模。

朱泾是浦南重镇，为历代兵家必争之地。元末，法忍寺、东林寺随同镇内不少房屋毁于兵燹；明代遭倭寇骚扰；清代，有清廷勾结帝国主义洋枪队镇压太平军之役；民国时期，发生北洋军阀齐卢之战等，都殃及朱泾，特别是民国26年（1937年），日军入侵，朱泾镇房屋被烧掉2460余幢，约占全镇房屋总数的70％。每次战后，朱泾人凭籍坚韧毅力，逐渐恢复。

朱泾镇以河道“朱泾”得名，河冠朱姓。朱姓是早期的朱泾人，后人口逐渐增加。清末民初，大批客籍人士来朱泾经营、创业、定居。2001年底，朱泾镇外来人口有4825人，居住在城镇区占40％，从外来人口结构看，务工占65.2％，经商占30％，务农占4.8％。他们对发展朱泾经济和各项事业作出了重要贡献。朱泾人和他们相处融洽，形成 “海纳百川”的优良传统。

朱泾人也在全国各地创业，创造了不少奇迹。明永乐年间，朱孔昜擅长书法，被朝廷选中，成为因书法优秀而入仕第一人；明末，赵左和陈继儒（泖桥人，当时属朱泾），与上海县人董其昌同创“松江画派”，赵左还是“苏松画派”的首领；原籍嘉善魏塘，清末，定居朱泾的沈道非是南社元老之一，同盟会员，辛亥革命后，曾任上海卫戍司令；民国24年（1935年），何宝山在全国运动会上勇夺万米越野长跑赛第一名；蔡振是中国水利部水文司司长；唐寰澄是当代中国桥梁著名专家；方仲静在国际芭蕾舞比赛中４次夺冠；朱泾人和其他镇农民同创金山农民画和黑陶，蜚声国内外；残疾人庄国民和彭国强两人是中国残奥男子坐式排球队的主力队员。

朱泾人有反抗外来侵略的斗争精神。日军侵华时，黄伯惠为反对蒋介石推行的“攘外必先安内”方针，不顾国民党当局的阻挠和新闻封锁，毅然在《时报》显著版面印上“警告”两个大红字，以示抗议；他又为了不使《时报》的设备落入敌手，将印刷机器拆成零部件转移。朱泾沦陷时期，蔡家村、尹厍村的村民用斧头、木棍打死了妄图强奸妇女的日本兽兵。

清乾隆二十四年（公元1759年），当时的金山县署由金山卫迁至朱泾，但由于种种原因，乾隆三十三年，县治复迁金山卫。嘉庆元年（公元1796年），台风破坏了位于金山卫的金山县署，县署再次迁至朱泾。至此，朱泾镇成为了金山县城。民国23年（1934年）分朱泾市为东林、西林、公续三镇，之后一度统称金山镇。民国35年（1936年），三镇合并，仍为朱泾镇。1997年5月12日，经国务院批准，金山县和中石化上海金山实业公司联合建政、撤县建区，新成立的金山区人民政府设于金山卫地区。朱泾镇200多年的县城历史至此划上句号。

## 行政区划

### 区划调整
1978年，朱泾镇境域东至掘石港，东与当时新农乡为邻。西、南、北部都与朱泾乡接壤。境域面积仅为1平方公里，城乡发展受到严重制约。1995年，金山县政府决定将新农乡的三浜、长浜、幸福3村划归朱泾镇，建仙居村。2000年7月，上海市政府批准撤销朱泾镇和朱泾乡建制，建立新的朱泾镇。2002年12月，金山区政府决定将新农镇的幸福、新范2村划归朱泾镇，建立朱泾工业园区。2005年3月，上海市政府批准金山区镇域调整方案，朱泾镇与新农镇合并成为新的朱泾镇。至2005年底，朱泾镇镇域面积达到75.666平方公里，为推动朱泾城镇化进程和产业结构发展起到了积极作用。

### 现时区划
朱泾镇现下辖17个居民委员会及11个村民委员会：东林居委会、罗星居委会、新汇居委会、广福居委会、西林居委会、南圩居委会、临源居委会、临东居委会、北圩居委会、钟楼居委会、凤翔居委会、金龙居委会、浦银居委会、塘园居委会、金汇居委会、金来居委会、红菱居委会、民主村村委会、大茫村村委会、待泾村村委会、秀州村村委会、新泾村村委会、万联村村委会、长浜村村委会、五龙村村委会、慧农村村委会、牡丹村村委会、温河村村委会。

## 人口
常住人口12万，移动人口3万

## 文化

### 古今名人
- 得道高僧:船子和尚
- 当代中国著名桥梁学家唐寰澄
- “苏松画派”首领，著名书画家赵左
- 著名书画家，“松江画派”成员陈继儒
- 南社元老，曾任上海卫戍司令的沈道非
- 原水利部水文司司长蔡振
- 芭蕾舞蹈家方仲静
- 复旦大学著名心理学教授陈果

## 教育
朱泾镇教育学校繁多：

金山中学(上海市寄宿制实验性重点高中（市重点）)

朱泾中学

罗星中学（2010中国院校品牌总评榜最具影响力基础学校）

西林中学(校址位于原金山县中学(金山中学))

金中中学（民办初中，师资依托上海市金山中学）

新农学校（9年一贯制，位于新农社区）

金山区第一实验小学（上海市素质教育实验学校、上海市一期、二期课改基地学校）

朱泾第二小学（上海市中小学日常行为规范示范校、上海市信息技术应用实验校）

朱泾中心小学（金山区A级学校）

罗星幼儿园（首批上海市示范幼儿园）

罗星幼儿园（城南园区在建）

东风幼儿园&钟楼分部（上海市一级一类幼儿园）

健康幼儿园&分部（上海市二级一类幼儿园）

小哈佛幼儿园（民办）

新农幼儿园（位于新农社区）

金贝贝幼儿园（民办）

上海电视大学金山分校

金山区社会学院

金山区食品科技学校

上海交通大学医学院附属卫校金山分校

金山区第一少年宫

上海市农业广播电视学校金山区分校（金山区农业学校）

上海交通大学网络学院教学点

晓雯音乐学校朱泾分校

海阔学校朱泾分部（上海市金山区教育局批准成立的正规文化艺术培训学校）

思通学校

金诚朱泾教学点

金龙小学（民工子弟学校）

金山区委党校

规划在城南新区新建一所小学与一所初中，在新天鸿名人高尔夫社区新建一民办幼儿园

## 经济

### 城南新区
2001年，朱泾镇启动了城南新区建设。城南新区东起掘石港，西至五人港，南至S36 亭枫高速，北临亭枫公路（320国道），面积3.18平方公里。下辖金龙、塘园、金汇3个居民委员会。新区内有沈浦泾南路、罗星南路、东风南路、塘园路、健康南路、金龙新街、众益街、众安街、金南街等道路，有汇佳新苑、金玉良苑等7个住宅小区，有金上海生活广场、世纪联华卖场（百联集团）等商业设施。市实验性示范性高中金山中学、朱泾中心小学、小哈佛幼儿园、朱泾社区卫生中心等文教卫生设施也在城南新区内建成。

## 交通

### 铁路
沪杭客运专线（沪杭高铁）途经金山境内，并在距离朱泾镇区仅4公里的兴塔社区卫星村设立金山北站。

### 公路

#### 高速公路
- G1501 上海绕城高速(郊环线)
- S19新卫高速
- S36 亭枫高速
- G60沪昆高速(由S36亭枫高速连接)
- G92杭州湾环线高速(由S36亭枫高速连接)

#### 干线公路
- 亭枫公路（320国道）
- 金廊公路（朱泾--廊下上海金山现代农业园区，规划北接辰塔路，连接松江南部新城，佘山国家旅游度假区）
- 朱平公路（朱泾--浙江平湖，南延伸段建设中，规划北延伸接松江塔闵路）
- 南枫公路（南桥--枫泾，即320国道复线，串联金山北，亭林两大市级大型居住区和朱泾镇区，规划中即将动工）
- 茸卫公路（松江--金山卫，镇域边界处，北接松江人民路）
- 松卫南（北）路（松江--金山卫，临近镇域，北接松江松卫公路、沪松公路、漕宝路至上海市区）
- 新艳公路（松江南部--奉贤，规划新建，经过本镇境内）

#### 其他公路
- 金石北路（朱泾--上海石油化工总厂，上海精细化工园区）
- 金张公路（朱泾--吕巷中国蟠桃之乡--张堰）
- 万枫（公）路（朱泾万联村--枫泾）
- 万新（公）路（朱泾万联村--松江泖港）（松江境内为朱定公路）
- 五朱公路（朱泾万联村--松江五厍）

### 公共交通

#### 轨道交通（建设中）
- 上海市域铁南枫线（临港开放区-枫泾），境内设朱泾站、朱泾东站（暂名），规划朱泾东站换乘市域铁嘉青松金线。

#### 社区巴士
- 1650路，金山汽车站-仙居路长浜村，首末班车金山汽车站5:35~18:00，仙居路长浜村6:00~18:25，自金山汽车站始发途经亭枫公路、仙居路、中发路、仙安路、中涛路、仙居路至长浜村，沿途设有金山汽车站、仙居路亭枫公路、中发路仙居路、中发路毛村、仙安路中达路、中涛路赵华浜、中涛路何家棣、中涛路黄泥浜、招呼站、仙居路长浜村10个站点，线路全长7公里，金山巴士运营。（原朱泾6路，2013年9月28日开通）
- 1657路，该线为双向环线，起讫站均为健康路(豫园雅郡)，首末班车6:00~21:00，内圈走向自健康路(豫园雅郡)起经健康路→临源街→人民路→万安街→罗星路→亭枫公路→东风南路→金龙新街→塘园路→众益街→健康南路→健康路至健康路(豫园雅郡)，外圈自健康路(豫园雅郡)起经健康路→健康南路→众益街→塘园路→金龙新街→东风南路→亭枫公路→罗星路→万安街→人民路→临源街→健康路至健康路(豫园雅郡)，内外圈各设置健康路秀州街、健康路临源街(北)、临源街前进路、朱泾社区文化中心、罗星路罗星中学、罗星路朱泾汽车站、东风南路亭枫公路、东风南路金龙新街、金龙新街塘园路、塘园路金山中学、健康南路金龙新街(金山体育馆)、朱泾中心小学、市六医院金山分院、健康路万安街、健康路临源街、健康路临源街(北)、健康路秀州街、健康路(豫园雅郡)等19个站点，全程约7.06公里，金山巴士运营。（原朱泾7路，2017年2月11日通车）
- 1669路，浦银路新洲路-新牧路三图村，首末班车均为6:00~18:00，上行走向自浦银路农业银行起经浦银路→新洲路→亭枫公路→鸿尊路→新牧路至新牧路三图村，下行自新牧路三图村起经新牧路→鸿尊路→亭枫公路→贸易路→浦银路→至浦银路农业银行，锦山客运运营。（原朱泾4路，2010年12月28日通车，2022年1月1日拆分为1669路和1670路）
- 1670路，万年老年活动室-浦银路新洲路，首末班车均为6:00~18:00，上行走向万年老年活动室起经万年中心路→新利路→慧丹路→新农牡丹路→贸易路→浦银路至浦银路新洲路农业银行止，下行自农业银行浦银路起经浦银路→新洲路→亭枫公路→贸易路→新农牡丹路→慧丹路→新利路→万年中心路至万年老年活动室止，锦山客运运营。
- 1671路，该线为双向环线，起讫站均为金南街健康南路，首末班车6:00~21:00，内圈走向自金南街健康南路起经金南街→健康南路→众益街→塘园路→众安街→健康路→万安街→人民路→临源街→沈浦泾路→万安街→罗星路→罗星南路→众安街→沈浦泾路→金龙新街→罗星南路→金南街至金南街健康南路，外圈自金南街健康南路起经金南街→罗星南路→金龙新街→沈浦泾路→众安街→罗星南路→罗星路→万安街→沈浦泾路→临源街→人民路→万安街→健康路→健康南路→众安街→塘园路→众益街→健康南路→金南街至金南街健康南路，内外圈各设置塘园路金山中学、塘园路金龙新街、塘园路众安街、众安街健康南路、市六医院金山分院、健康路万安街、万安街健康路、紫金广场、万安街人民路、朱泾社区文化中心、临源街税务所、临源街钟楼、沈浦泾路万安街、食品科技学校、万安街罗星中学↑/罗星路罗星中学↓、罗星路朱泾汽车站、罗星南路众安街↓(广缘大酒店)↑、众安街沈浦泾路、金龙新街沈浦泾路、罗星南路众安街、罗星南路金南街、金南街明珠新苑、金南街健康南路等24个站点，全程约9.01公里，锦山客运运营。（原朱泾1路，2007年4月18日通车，2022年1月1日更名为1671路）
- 1672路，该线为双向环线，起讫站均为金南街健康南路，首末班车6:00~20:00，内圈走向自金南街健康南路起经金南街→健康南路→健康路→临源街→南圩路→秀洲街→沈浦泾路→临仓街→罗星路→罗星南路→金龙新街→健康南路→金南街至金南街健康南路，外圈自金南街健康南路起经金南街→健康南路→金龙新街→罗星南路→罗星路→临仓街→沈浦泾路→[(长浜村定班)北秀公路→仙居路→北秀公路→沈浦泾路→]秀洲街→南圩路→临源街→健康路→健康南路→金南街至金南街健康南路，内外圈各设置健康南路金龙新街(金山体育馆)↑↓、朱泾中心小学、市六医院金山分院、健康路万安街、健康路临源街(南)↑/健康路临源街↓、临源街前进路、秀州街南圩路(红菱苑)、秀州街人民路、秀州街罗星路、(长浜村定班)仙居路长浜村↓、沈浦泾路临源街、沈浦泾路万安街、沈浦泾路中规汽车、临仓街沈浦泾路、罗星路朱泾汽车站、罗星南路众安街↓(广缘大酒店)↑、金龙新街罗星南路、金龙新街塘园路、金龙新街健康南路、健康南路金龙新街(金山体育馆)↓↑、金南街健康南路等21个站点，全程约8.22公里，锦山客运运营。注：1672路外圈[长浜村定班]每天有14班次绕行仙居路长浜村，全程约11.95公里。（原朱泾2路，2007年4月18日通车，2022年1月1日更名为1672路）
- 1681路，金廊公路五龙村-浦银路新洲路，首末班车均为6:00~18:00，上行走向自金廊公路五龙村村委起经爱五路→金石北路→沈三路→金石北路→亭枫公路→新州路→浦银路止，下行自浦银路新州路起经贸易路→亭枫公路→金石北路→沈三路→金石北路→爱五路→金廊公路五龙村村委止，锦山客运运营。（朱泾8路，2022年10月28日通车）
- 1684路，罗星南路众安街-大茫村，途经朱泾镇区和3个村，沿途设置16个站点，首末班车均为6:00~18:00，锦山客运运营。（原朱泾3路，2007年12月18日通车。朱泾3路区间[待步泾方向]2022年10月28日撤销，同步调整朱泾5路站点）
- 朱泾5路/乐朱线，朱泾汽车站-乐高乐园枢纽站，首末班车朱泾汽车站5:10~20:30，乐高乐园枢纽站5:50~21:15，上行走向朱泾汽车站起经临仓街→东风路→亭枫公路→蒋泾中心路→蒋秀路→亭枫公路→兴豪路→兴桂路→曹黎路→兴坊路→亭枫公路→申高路→金山北站→申高路→乐纷路→兴高路→乐高乐园枢纽站止，下行自乐高乐园枢纽站→兴高路→乐纷路→申高路→金山北站→申高路→亭枫公路→兴坊路→曹黎路→兴桂路→亭枫公路→蒋秀路→蒋泾中心路→亭枫公路至朱泾汽车站，站点设置：乐高乐园枢纽站、乐纷路启高路、金山北站、申高路卫星、申高路亭枫公路、兴坊路亭枫公路、曹黎路兴桂路、蒋秀路亭枫公路、蒋秀路蒋泾中心路、蒋泾中心路蒋秀路、蒋泾中心路待泾村村委、亭枫公路待步泾↑、蒋泾中心路亭枫公路↓、亭枫公路秋弯、亭枫公路建富路、亭枫公路朱平公路、亭枫公路朱泾西街、亭枫公路健康路、朱泾汽车站，全程17公里，金山巴士运营。（原金山社区巴士6路，2010年10月1日通车，2012年2月28日更名为朱泾5路，2025年6月12日因应上海乐高乐园公共交通线路调整，同步启用乐朱线线路名）[2]
- 朱泾环线（已撤销），该线为双向环线，起讫站均为金山汽车站，首末班车6:30~17:30/6:35~17:35，双向设金山汽车站、罗星路、临源菜场、钟楼新村、罗星中学、人民路、朱泾镇政府、北圩新村、秀南新村、万安街、西林街、金山区中心医院、公园路、金山公园、万安广场、紫金广场、电影院、罗星幼儿园、东林寺、东风路、金山汽车站，浦南大众三分公司（现金山巴士）运营。

#### 联外公交
- 常规线路
市内线路
虹桥枢纽8路→虹桥西交通中心（虹桥国际机场、高铁虹桥站、轨道交通2号线、10号线）
莲朱专线、莲金专线→莲花路地铁站北广场（轨道交通1号线）
莘金专线→莘庄地铁站南广场（轨道交通1号线、5号线、金山铁路）
沪金线（已与莘金专线合并）
世博40路（已停运）
DZ金山旅游1线 人民广场（武胜路）→东林寺（东风南路亭枫公路）→花开海上（花海中路花海中心路）→乐高乐园枢纽站

跨区线路
南金线→南桥汽车站
朱松专线（原朱松线）→松江大学城（轨道交通9号线）

区域线路
金山100路/金张卫支线、金山101路/朱卫线（高速）、朱卫高速B线（区政府通勤班车）、金山102路/亭卫专线（原朱卫专线）、金山105路/金石线、金山106路/朱石专线、金山107路/朱钱卫线→金山铁路金山卫站、石化汽车站方向
金山200路/金枫线、金山201路/朱枫线→枫泾枢纽站
金山202路/金漕线→漕泾镇社区卫生服务中心
铁路亭林站定班车（已停运）
金山全域旅游双层巴士（北线） 东林寺（朱泾汽车站）→花开海上→枫泾古镇（吴越广场停车场）（已停运）
金山假日旅游二号线（东林寺－廊下生态园）（已停运）
- 上海乐高乐园度假区线路 [2]
朱泾5路/乐朱线 乐高乐园枢纽站→金山北站（沪杭高铁）→朱泾汽车站
乐松专线 乐高乐园枢纽站→亭枫公路花开海上→亭枫公路健康路→朱泾汽车站→金廊公路北秀公路→松江枢纽（轨道交通9号线、沪杭高铁上海松江站）
DZ乐卫线 乐高乐园枢纽站→花开海上生态园→朱泾汽车站→罗星南路众安街→金山卫站南广场东站（金山铁路）
DZ乐张线 乐高乐园枢纽站→花开海上生态园→松金公路金张公路
DZ乐南线 乐高乐园枢纽站→花开海上生态园→朱泾汽车站→亭枫公路新农→南桥汽车站
DZ乐莲线 乐高乐园枢纽站→亭枫公路花开海上→亭枫公路健康路→朱泾汽车站→莲花路地铁站北广场（轨道交通1号线）
DZ金山旅游2线 东林寺（朱泾汽车站）→花开海上生态园→乐纷路启高路→枫泾牌楼

- 外省线路：
省际毗邻公交
嘉善113路/乐嘉线→花开海上生态园→乐纷路启高路→嘉善客运中心（2023年11月6日通车）

外省长途班线
朱泾—浙江新埭，朱泾—浙江滨海，朱泾—浙江嘉兴，朱泾—浙江杭州，石化—朱泾—江苏昆山，松江—朱泾—浙江平湖

#### BRT快速公交（规划中）
- 沿320国道复线南枫公路经枫泾、高铁金山北站、朱泾，至金山铁路亭林站